# Andrews næbhval
Andrews næbhvalen (Mesoplodon bowdoini) er en art i familien af næbhvaler i underordenen af tandhvaler. Dyret bliver 4-4,7 m langt og vejer 1-1,5 t.